# Gare de Cajarc
La gare de Cajarc est une gare ferroviaire désaffectée de la ligne de Cahors à Capdenac, située à Cajarc, dans le département du Lot, en région Occitanie.

## Situation ferroviaire
Établie à 152 mètres d'altitude, la gare de Cajarc est située au point kilométrique (PK) 705,345 de la ligne de Cahors à Capdenac, entre les gares également fermées de Calvignac et de Montbrun. Elle est précédée par le tunnel de Cajarc, long de 347 mètres.
La ligne, en mauvais état, n'a plus de circulations.

## Histoire
La gare a été construite en 1885-1886 par la Compagnie du chemin de fer de Paris à Orléans sur la ligne de Cahors à Capdenac. Elle est mise en service le 14 juillet 1886. Le dernier train régulier pour les voyageurs est passé dans cette gare en septembre 1980. Le service marchandises s'est arrêté en septembre 1989. L'essentiel de la ligne de Cahors à Capdenac a été fermé à tout trafic en 2011.

## Patrimoine ferroviaire

### Monument historique
Le château d'eau, les quais, l'installation hydraulique sont inscrits au titre des monuments historiques le 23 octobre 1989.

### Musée du Rail
Le musée du rail situé dans l'ancienne halle à marchandises présente des éléments de l'histoire du « patrimoine ferroviaire local et régional ».